# 黒川博昭
黒川 博昭（くわかわ ひろあき、1942年4月9日 - ）は、日本の経営者。富士通社長を務めた。埼玉県出身。

## 来歴・人物
1967年に東京大学法学部を卒業し、同年に富士通信機製造に入社。1999年6月に取締役に就任し、2001年4月に常務を経て、2003年6月に社長に就任。2008年6月から相談役を務めた